# Hendrick Moreelse

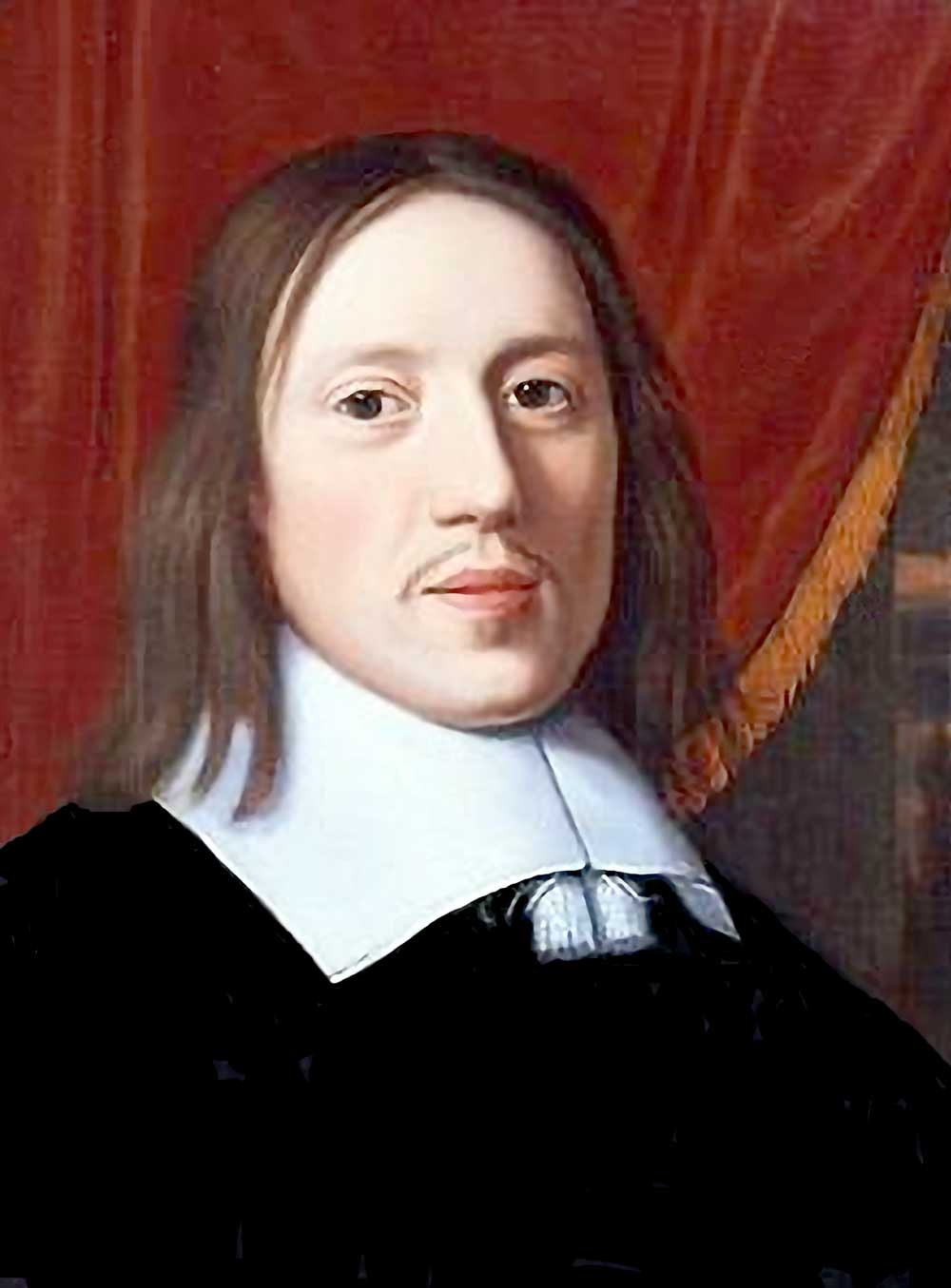
Hendrik Moreelse

Hendrick Moreelse (* 17. Dezember 1615 in Utrecht; † 26. Mai 1666 ebenda) war ein niederländischer Jurist und Bürgermeister von Utrecht.

## Leben
Der Sohn des Malers und Ratsherrn Paul Moreelse (1571–19. März 1638) hatte anfänglich die Lateinschule seiner Geburtsstadt besucht. Seine Ausbildung setzte er am Gymnasium in Harderwijk fort, wo Johann Isaak Pontanus (1571–1639) und Anton Matthäus (1601–1654) seine Lehrer waren. Matthäus folgte er, als dieser an das neu gegründete Gymnasium in Utrecht ging. Als die Bildungseinrichtung zur Universität Utrecht erhoben wurde, absolvierte er dort seine ersten Studien der Rechtswissenschaften.
1637 wechselte er an die Universität Leiden, wo er die Vorlesungen von Claudius Salmasius (1588–1653), Daniel Heinsius und Arnoldus Vinnius besuchte. Dann reiste er nach Frankreich, wo er die Hochschulen in Paris, Genf und Bourges frequentierte. An letzter Universität promovierte er unter Edmund Merillius (auch Merille 1579–1647) zum Doktor der Rechte. Zurückgekehrt nach Utrecht, wurde er am 25. Juni 1644 Professor der Rechte, welche Stelle er mit der Rede Oratio de jurisprudentiae Romanae usu hodierno antrat.
Zehn Jahre lang bekleidete er dieses Amt, war im Jahr 1646/47 Rektor der Alma Mater und wurde zunehmend von der Utrechter Stadtverwaltung für deren Belange eingesetzt. 1652 wurde er Assessor am Hofgericht von Utrecht, legte 1654 seine Professur mit der Rede de Manuductione studiosi juris per Academiam ad Rempublicam nieder und wurde 1655 Assessor der Chamdre Demi-Partie. Zudem betätigte er sich im kommunalen Bereich der Stadt. Dort wurde er 1661 Ratsherr und war von 1662 bis 1664 Bürgermeister der Stadt Utrecht. In letzterer Funktion hatte er sich besonders um die Ausbreitung der Stadt bemüht.

## Weblink
- Catalogus Professorum Academiae Rheno-Traiectinae